# Hans Dieter Schreeb
Hans Dieter Schreeb (* 23. Juli 1938 in Wiesbaden) lebt in Berlin und ist ein deutscher Autor von Romanen, Fernsehspielen und Theaterstücken; er arbeitet auch als Journalist.

## Leben
Schreeb wuchs im Hotel seiner Großmutter Frieda Schreeb auf, deren Geschichte er im historischen Roman Hotel Petersburger Hof verarbeitet hat. Neben der Arbeit als Drehbuchautor für Funk und Fernsehen verfasste Schreeb historische Romane, die sich durch genaue Recherche und lokalen Bezug auszeichnen.
2005 wurde Schreeb mit dem Kulturpreis der Landeshauptstadt Wiesbaden ausgezeichnet.
Im Auftrag des Gallissas Theaterverlags verfasste Schreeb zusammen mit dem Komponisten Marc Schubring und dem Liedtexter Wolfgang Adenberg das Buch zu Tell – Das Musical, das im Auftrag der Walensee-Bühne in Walenstadt entwickelt wurde, wo es auch uraufgeführt wurde.

## Werke

### Musicals (Libretti)
- 2012: Tell - Das Musical (Uraufführung in Walenstadt am 18. Juli 2012)[1]
- 2018: Heidi (Uraufführung in Wien am 10. Oktober 2018)[2]
- 2019: Kohlhiesels Töchter – Das Musical (Uraufführung in Hallenberg am 16. Juni 2019)[3]
- 2020: Zeppelin – Das Musical (Uraufführung im Festspielhaus Füssen am 16. Oktober 2021)[4] Autor: Hans Dieter Schreeb, Musik und Songs: Ralph Siegel

### Theaterstücke
- Berliner Glück[5]
- Der Rauschgoldengel, heiteres Weihnachtsstück
- Frau mit Pelz, Volksstück
- Münchhausen, Komödie[6]
- Spaßgesellschaft, ein Sittenbild
- Traumreisen, Komödie[7]

### Romane
- mit Detlef Schaller: Kaiserzeit – Wiesbaden und seine Hotels in der Belle Epoque. Ein Bildband. 2006 Verlag Horst Axtmann, Wiesbaden ISBN 3-87124-330-2, Zweite, erweiterte Auflage 2011, ISBN 978-3-87124-330-1.
- Die Krone am Rhein: Roman. 2. Auflage 2008, Innsbruck: Edition Koch ISBN 978-3-85445-503-5; 1. Auflage, Wiesbaden: corso 2005 ISBN 3-9808862-3-9.
- Lilo Kaminski:  Hörbuch. Felix Bloch Erben, Berlin
- Hotel Petersburger Hof: Roman. Paperback Wiesbaden: corso 2003 ISBN 3-9808862-0-4; München: Knaur Taschenbuchverlag 2000 ISBN 3-426-60901-0; Hardcover Bern: Scherz Verlag 1996 ISBN 3-502-11675-X
- Primadonna: Roman.List Taschenbuchverlag 2007, München ISBN 978-3-548-60735-1; Hardcover Berlin: Ullstein 2001 ISBN 3-550-08347-5
- Hinter den Mauern von Peking: Roman. Berlin: Ullstein Taschenbuchverlag, 2. Auflage 2001; Ullstein 1999 ISBN 3-548-25039-4
- Tell – Das Musical zus. m. John Havu nach „Wilhelm Tell“ von Friedrich Schiller. 1. Fassung der UA, Gallissas Theaterverlag, Berlin
- mit Hans-Georg Thiemt: Der Bader von Mainz: Roman. 12. Auflage 2006 Berlin, Ullstein Taschenbuchverlag ISBN 978-3-548-22783-2; Berlin: Ullstein 1988 ISBN 3-550-06421-7
- mit Hans-Georg Thiemt: Feuerblumen: das Geheimnis des Caspar Hauser; Roman. Frankfurt/M.; Berlin: Ullstein 1995 ISBN 3-548-23715-0
- mit Hans-Georg Thiemt: Moselbrück: Roman. Frankfurt/Main; Berlin: Ullstein 1987 ISBN 3-550-06490-X
- mit Hans-Georg Thiemt: Wenn man Wölfe finden will. Würzburg: Arena 1986 ISBN 3-401-04215-7
- mit Hans-Georg Thiemt: Ich, Christian Hahn: Roman. Frankfurt/M.; Berlin; Wien: Ullstein 1985 ISBN 3-548-20523-2

### Fernsehen
Über Jahrzehnte war Hans Dieter Schreeb – zusammen mit seinem Partner Hans-Georg Thiemt – einer der meistbeschäftigten (Fernseh-)Autoren von ARD und ZDF.
- 1968: Drei Frauen im Haus[8] (Fernsehserie, 13 Folgen)
- 1969: Vier Frauen im Haus[9] (Fernsehserie, 13 Folgen)
- 1970–1971: Der Kurier der Kaiserin (Fernsehserie, 26 Folgen)
- 1974: Der Herr Kottnik[10] (Fernsehserie, 13 Folgen)
- 1974–1975: Wie würden Sie entscheiden? (Fernsehserie, 3 Folgen)
- 1976: Gesucht wird... (Fernsehserie, 7 Folgen)
- 1978: Geldsorgen[11] (Fernsehspiel)
- 1980: Tatort – Tote reisen nicht umsonst
- 1981: Die Fahrt nach Schlangenbad[12] (Kriminalfilm)
- 1983: Patienten gibt’s[13] (Fernsehserie, 10 Folgen)
- 1985–1986: Ich, Christian Hahn (Fernsehserie, 11 Folgen)
- 1985: Ich, Christian Hahn[14] (Fernsehserie, 13 Folgen)
- 1986: Wir werden Vater[15] (TV-Film)
- 1987–1993: Moselbrück[16] (Fernsehserie, 30 Folgen, 1 Special)
- 1987–2006: Großstadtrevier (Fernsehserie, 13 Folgen)
- 1989: Tatort – Herzversagen
- 2010: Die U-2-Affäre[17] (Film von Hans Dieter Schreeb und Hans Georg Thiemt)

### Hörspiel-Serien
- 1989: Der Judenbengel[18]
- 1974: Der Kurier der Kaiserin[19]
- 2015: Ich gehe zum Hannes[20]